# Centro Sanitario Sandoval
El Centro Sanitario Sandoval es un centro médico público situado en Madrid, y forma parte del Servicio Madrileño de Salud (SERMAS). Es una clínica monográfica, ambulatoria, orientada, desde su inauguración en 1928, a la prevención, diagnóstico y tratamiento de enfermedades de transmisión sexual. 

## Historia

### Dispensario Martínez Anido[1]
Su construcción fue ya planeada en 1910, y sus obras comenzaron en febrero de 1927 en un solar cedido por el Ayuntamiento de Madrid en la calle Sandoval número 5, con un coste aproximado de 400.000 pesetas. Fue el tercer dispensario de lucha contra enfermedades venéreas, tras el dispensario de la calle de Luisa Fernanda y el dispensario Azúa.
Sus promotores fueron el Dr. José Antonio Palanca y Martínez-Fortún, secretario de la Comisión Permanente e Inspector Provincial de Sanidad de Madrid, y el general Martínez Anido, Ministro de Gobernación del Directorio de Primo de Rivera, quien le dio nombre, por acuerdo unánime de la Junta Provincial de Sanidad de Madrid, a propuesta de su presidente, el Gobernador Civil de Madrid Manuel Semprún y Pombo. El edificio fue diseñado por el arquitecto Ricardo Macarrón Piudo.
Fue inaugurado el 24 de mayo de 1928 por Primo de Rivera, Severiano Martínez Anido y el rey Alfonso XIII, pero no entraría en servicio el día 4 de junio de 1928. Su primer director médico fue el dermatólogo José Fernández de la Portilla. Años después lo sucedería Ricardo Bertoloty Ramírez.
Durante la II República Española, en 1931, fue rebautizado como Dispensario Olavide, recuperándose el original tras la Guerra civil española. Tras acabar el conflicto, tuvo que se reparado, al igual que el Dispensario Azúa, por la Dirección General de Regiones Devastadas.

### Centro Sanitario Sandoval
Después del traspaso a la Comunidad de Madrid de las competencias sanitarias, continuó funcionado y aún lo hace con el nombre de Centro Sanitario Sandoval. 
En 1984 se comenzaron a realizar las pruebas de la infección por VIH. En 1989 se creó un programa preventivo dirigido a parejas heterosexuales serodiscordantes al VIH.
Fue la sede de la Academia Española de Dermatología y Venereología desde su creación hasta el año 1993.
En 2016 fueron atendidas un total de 26.805 consultas.
Fue integrado en la estructura asistencial del Hospital Clínico San Carlos en 2018.

## Cartera de Servicios
- Medicina Interna - Enfermedades Infecciosas
- Ginecología
- Dermatología
- Medicina Familiar y Comunitaria
- Psicología

## Instalaciones y recursos
El Centro Sanitario Sandoval está ubicado en un edificio de tres plantas, de alrededor de 400 metros cuadrados.
El centro dispone de:
- consultas asistenciales 11
- laboratorio 1

### Acceso
Al Centro Sanitario Sandoval se puede llegar en transporte público, utilizando:
- Autobuses urbanos de la EMT de Madrid: 147, 21, C03

- Metro de Madrid:

1. Parada de metro en Estación de Bilbao líneas  y .
2. Parada de metro en Estación de Tribunal línea
3. Parada de metro en Estación de San Bernardo línea